# Droit kazakh
Le droit kazakh est le droit de tradition civiliste appliqué au Kazakhstan.

## Sources du droit

### Constitution
La Constitution est la loi fondamentale de la république et a un effet direct sur tout le territoire kazakh.

### Lois constitutionnelles
Les lois constitutionnelles ne sont pas intégrées à un bloc de constitutionnalité mais sont soumises à la Constitution. Elles sont cependant supérieures aux traités internationaux.

### Normes internationales
Les traités internationaux ratifiés priment sur les lois et sont d'effet direct, à l'exception des situations où la promulgation d'une loi est nécessaire.
Les principes généraux du droit international sont intégrés au droit interne et l’État kazakh doit les respecter.

### Législation
L'article 61(1) de la Constitution dispose que le pouvoir législatif est confié au Parlement (le Majilis et le Sénat).

### Règlements et directives
Les règlements sont les actes adoptés par le gouvernement et contresignés par le Premier ministre du Kazakhstan.
Les directives sont les actes adoptés par le Premier ministre du Kazakhstan.

### Décrets et règlements
Le président de la République peut adopter des décrets et des règlements.

## Sources

## Compléments